# Place de l'Yser (Bruxelles)
 (juillet 2025).
Si vous disposez d'ouvrages ou d'articles de référence ou si vous connaissez des sites web de qualité traitant du thème abordé ici, merci de compléter l'article en donnant les références utiles à sa vérifiabilité et en les liant à la section « Notes et références ».
Pour les articles homonymes, voir Place de l'Yser.
La place de l'Yser (en néerlandais : IJzerplein) est une place de la commune de Bruxelles-ville, en Belgique.

## Situation et accès
Elle est attenante au square Sainctelette. Le quai du Commerce, le boulevard de Dixmude, le quai de Willebroeck, les boulevard Baudouin/boulevard d'Anvers (qui font partie de la petite ceinture), l'avenue de l'Héliport, et la rue des Commerçants y aboutissent.
La numérotation des habitations va de 2 à 5 dans le sens des aiguilles d'une montre (immeubles situés entre le boulevard d'Anvers et la rue des Commerçants). Le numéro 7 est situé à l'opposé de la place, à l'angle du square Sainctelette et du quai de Willebroeck. Il s'agit du bâtiment Citroën.
Porte d'entrée du quartier des Quais, elle fut anciennement la porte du Rivage. C'est ici que les bateaux en provenance de l'Escaut pénétraient dans l'enceinte de la ville vers l'ancien port intérieur de Bruxelles.
| ___ | Ce site est desservi par la station de métro : Yser. |

## Origine du nom
Elle tire son nom de la bataille de l'Yser qui s'est déroulée du 17 au 31 octobre 1914, opposant les unités allemandes qui voulaient franchir le fleuve en direction de Dunkerque aux troupes belges et françaises qui essayaient de les arrêter.

## Historique
Après la gare de Bruxelles-Allée-Verte (1835-1954), l'héliport de Bruxelles-Allée-Verte (1953-1966) était accessible depuis cette place, entre le quai de Willebroeck, avec l'ancien garage Citroën, à l'ouest, et l'actuelle avenue de l'Héliport,.

## Bâtiments remarquables et lieux de mémoire

### Citroën Yser
Le complexe de la place de l'Yser abritait à la fois l'ancien siège de Citroën BELUX, déménagée en 2012, et la succursale Yser, fermée en 2017. C'est une construction s'étendant sur une surface de 16 500 m2 et composée de deux volumes adjacents. Le bâtiment construit par la société luxembourgeoise des Anciens Etablissements Paul Wurth S.A., a été inauguré en 1934. Symbole publicitaire de Citroën, cet édifice panoramique avec ses « murs rideau » illustre l'esthétique fonctionnaliste de l'architecture industrielle de l'entre-deux-guerres.
Conçu comme une énorme vitrine, avec des lignes aérodynamiques et de grandes coupoles de verre, cet espace a profité directement dans sa structure, des innovations techniques du constructeur automobile. Une sorte de « rue » d'acier de 12 mètres de large relie la salle d'exposition et le département technique, situé à l'arrière du bâtiment.
L'immeuble, placé entre les quais des Péniches, de Willebroeck et de la Voirie, et devenu en 2018 le musée Kanal - Centre Pompidou, profite de sa position centrale et de sa structure interne vitrée, pour permettre à la lumière de le traverser entièrement.